# Ucididae
Famille
Genre
Ucides est un genre de crabes, le seul de la famille des Ucididae.
Il comprend deux espèces.

## Liste des espèces
- Ucides cordatus (Linnaeus, 1763)
- Ucides occidentalis (Ortmann 1897)

## Source
- Ng, Guinot & Davie, 2008 : Systema Brachyurorum: Part I. An annotated checklist of extant brachyuran crabs of the world. Raffles Bulletin of Zoology Supplement, n. 17 p. 1–286.